# Chevrolet Series FB
Chevrolet Series FB (або Chevrolet FB) — це американський автомобіль, що вироблявся підрозділом Chevrolet GM з 1919 по 1922 рік. Це була дещо більша заміна Chevrolet Series FA 1918 року з колісною базою 110 дюймів (2794 мм) порівняно зі 108 дюймами (2743 мм). Його замінив Chevrolet Superior 1923 року.